# Bad Wilsnack
Bad Wilsnack – miasto w Niemczech w kraju związkowym Brandenburgia, w powiecie Prignitz, siedziba urzędu Bad Wilsnack/Weisen. Miasto leży nad rzeką Hawelą.

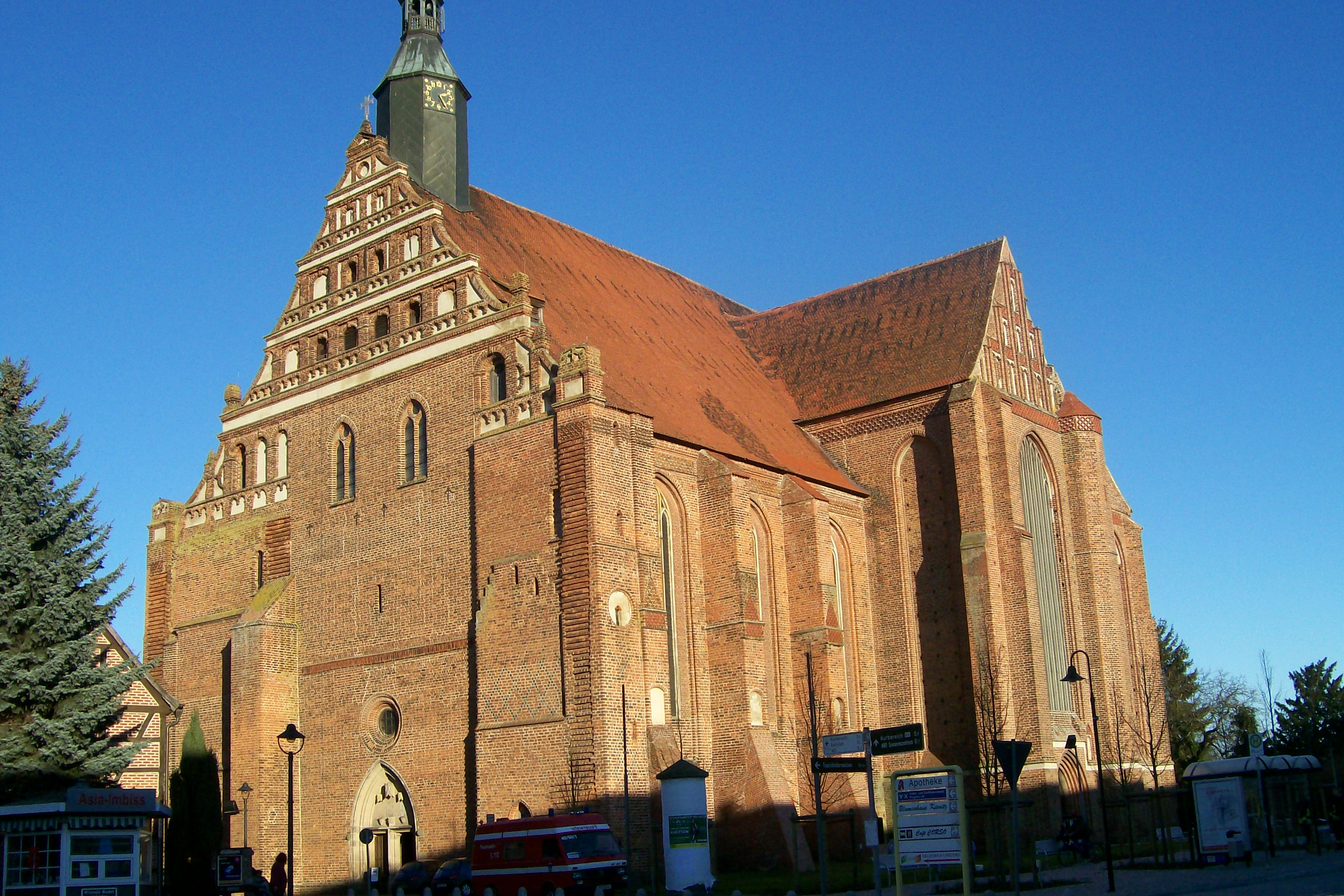
Kościół św. Mikołaja